# Alfredo Dallolio
Alfredo Dallolio (Bologna, 21 giugno 1853 – Roma, 20 settembre 1952) è stato un generale e politico italiano.

## Biografia
Uscì dall'Accademia militare di Torino come sottotenente nel 1872. Promosso colonnello nel 1905, fu direttore d'artiglieria del corpo d'armata di Padova e promosso nel 1910 maggior generale per meriti speciali. Nel 1911 divenne direttore generale di artiglieria e genio e nel 1914 promosso tenente generale. Si adoperò da subito per promuove una politica industriale produttrice delle artiglierie che assicurasse l'indipendenza dal ricorso alle forniture estere.
Fu dal luglio 1915 sottosegretario alla guerra nel governo Salandra II.
Fu dal giugno 1916 prima sottosegretario e dal 1917 Ministro, delle Armi e Munizioni del Regno d'Italia nei governi Boselli e Orlando fino al 1918. In quella veste promosse lo sviluppo della produzione bellica. Nominato dal re senatore del regno nel 1917.
Terminato l'incarico ministeriale fu quindi comandante generale dell'artiglieria fino al 1920, quando fu collocato in ausiliaria.
Richiamato in servizio dal governo Mussolini e promosso generale di corpo d'armata il 1º febbraio 1923, fu Commissario generale per le fabbricazioni di guerra ininterrottamente fino al 28 agosto 1939, quando si dimise a ottantasei anni, in tacita polemica per l'imminente intervento italiano nella seconda guerra mondiale, per le sue convinzioni germanofobe. 
Le sue dimissioni fecero impressione negli ambienti militari dell'epoca perché inequivocabile testimonianza dell'impreparazione dell'Esercito, ma non portarono a nessuna pratica conseguenza presso lo Stato Maggiore.